# Gallhammer
A Gallhammer japán metal együttes volt. 2003-ban alakultak meg Tokióban. Doom metalt, black metalt és crust punkot játszanak. Csak nők alkotják. Lemezkiadóik: Peaceville Records. Zenei hatásukként több együttest is megjelöltek, például Celtic Frost, Burzum, Amebix, Napalm Death, Hellhammer, Scorn, Morbid Angel stb. Az énekesnő, Vivian Slaughter kedvenc zenei társulataként a Judas Priest-et jelölte meg. 
Továbbá egy interjú során a honfitárs Corrupted zenekart a "világ legjobb zenekarának" nevezte. A Gallhammer név utalás a Hellhammer zenekarra. 2013-ban feloszlottak. Vivian Slaughter 2018-ban új, szóló projektet alapított Viviankrist néven, melyben elektronikus zenét játszik.

## Tagok
- Vivian Slaughter – ének, basszusgitár
- Lisa Reaper – dobok, vokál

## Korábbi tagok
- Mika Penetrator – gitár, vokál (2003-2010)

## Diszkográfia
Stúdióalbumok
- Gloomy Lights (2003)
- Ill Innocence (2007)
- The End (2011)

## Egyéb kiadványok
Videók
- The Dawn of... (2007)
- Ruin of a Church (2008)

Demók
- The First Reh-Tape (2003)
- Gallhammer (2003)
- Endless Nauseous Days (2003)

EP-k
- Beyond the Hatred (2007)